# Марицауа
Марицауа (Maritsauá, Manitsawá, Mantizula) — мёртвый язык, который относится к группе юруна языковой семьи тупи, который был распространён у притока реки Верхняя Шингу в деревне Маницауа-Мису национального парка Шингу штата Мату-Гросу в Бразилии. Имеет диалект арупай (урупая).